# (11067) Greenancy
(11067) Greenancy est un astéroïde de la ceinture principale.

## Description
(11067) Greenancy est un astéroïde de la ceinture principale. Il fut découvert le 25 février 1992 à Kitt Peak par le projet Spacewatch. Il présente une orbite caractérisée par un demi-grand axe de 2,97 UA, une excentricité de 0,09 et une inclinaison de 2,5° par rapport à l'écliptique.

## Compléments